# Böngészőmotor
A böngészőmotor (layout engine vagy rendering engine) olyan szoftver, amely a webes tartalmat (mint például HTML, XML, kép fájlok stb.) és a formázás információit (mint például CSS, XSL stb.) mint formázott tartalmat jeleníti meg a képernyőn. A végső cél általában a monitor vagy a nyomtató. Egy böngészőmotort tipikusan webböngészők, e-mail kliensek, vagy más olyan alkalmazások használnak, amelyeknek webes tartalmak megjelenítése (és szerkesztése) a feladatuk.
A „böngészőmotor” kifejezés akkor lett széleskörűen használatos, amikor a Mozilla projekt elkészítette sajátját Gecko néven, mint egy a böngészőtől elválasztott komponenst. Más szóval, a Mozilla böngészőmotorját újra felhasználták más böngészőkben is, és az emberek elkezdtek a Geckora úgy hivatkozni, mint egy különálló böngészőmotorra, inkább mintsem egy szimpla webböngésző részre hivatkoztak volna.